# Серхат
Серхат је војна крајина у пограничним областима Османског царства. Заслужни војници у тим крајинама су били и серхатске газије, а то је био милитаризован простор због чувања границе. Поред осталих и Пожешки санџак је био погранични и у његовом сјеверном и сјеверозападном дијелу била је установљена крајина (серхат). Серхати нису били фиксне административне цјелине, него би се укидали и оснивали у зависности од губитка или проширења територије.
Османлије су у те крајеве често насељавали 	Србе, да служе као граничари (крајишници), а Срби су за привилегован статус, као пожељни ратници, насељавани и са друге стране границе, на аустријској територији.
Серхат је и властито име у Турској, персијског или арапског поријекла. Сама ријеч је у вези са ријечима сердар и сераскер, у којима сер значи главни, глевешина, истурена област (крајина-серхат).

## Серхат у Путопису Евлије Челебије
Евлија Челебија, османски путописац из 17. вијека у својим "Путописима" често спомиње серхат и серхатске, крајишке газије.
"...Један крајишки газија, међутим, био је сакрио једног кршћанина — харамију у кожу..." У том опису је описао побратимство које је том крајишком газији као и путописцу, био непознат обичај: "Премда ово нема ни у муслиманској ни у кршћанској (светој) књизи, то је ипак овакав обичај на овој крајини чест. Кад су то све казали паши, он је рекао: — Ослобађам их обојицу. На то обојица нокат у ледину и ишчезоше. Сви ми, међутим, остали смо запањени пред овим разговором." Побратимство је у том серхату међу Србима обје вјере била уобичајена пракса.
"Његови су становници по свом јунаштву, одважности и чврстини витезови с особинама Сама и Неримана тако да се чак сви ратници на крајини (серхат) ејалета Будима, Егре, Кањиже и Босне у свих седам стотина и шездесет пограничних градова регрутују из серхата Босне. Они дан-ноћ воде бојеве, чаркања, ратове и битке с непријатељима на све стране."
"... нека се подигне пола посаде свих мојих градова са свим серхатским газијама које су способне за борбу, и који могу да пођу на војну, па отворите друмове млетачких градова Задра и Шибеника..."
На крају књиге, гдје су објашњени мање познати термини (pp. 583.), преводилац и приређиваћ је под термином Акинџија написао: "Акинџија, опћи назив за припадника лаке коњице, састављен од Турака и домаћег муслиманског земљорадничког становништва на Балкану, која је својим упадима и харањем припремала турска освајања. Били су распоређени по крајиштима која су називана серхат (крајина), имали су савршену организацију. Свако крајиште имало је своје акинџије, а оне свога акинџијског бега, обично санџакбега дотичног санџака. Он је заповиједао свим акинџијама једне пограничне провинције... Акинџије су постојале само у граничним областима Европске Турске..."